# David D. Levine

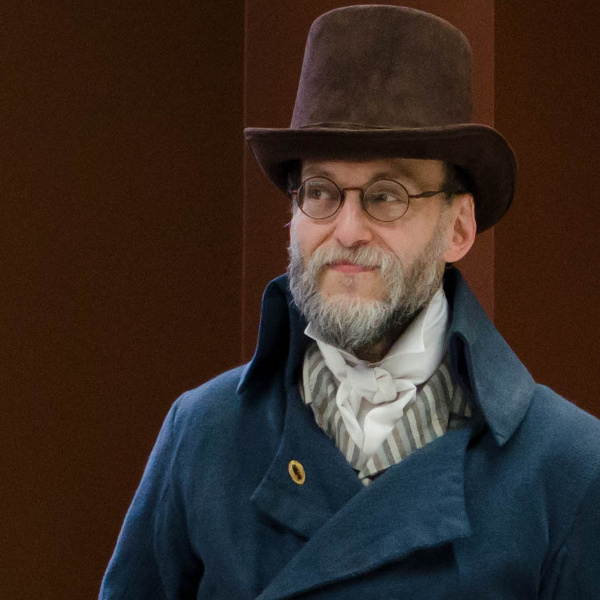
David D. Levine (2016)

David D. Levine (* 21. Februar 1961, in Minneapolis, Minnesota) ist ein US-amerikanischer Science-Fiction-Schriftsteller. Er wurde mehrfach ausgezeichnet, beispielsweise mit dem Hugo Award for Best Short Story 2006 für die Kurzgeschichte Tk’tk’tk.

## Leben
Levine wuchs in Milwaukee (Wisconsin) auf. Er lebte mit seiner Frau Kate Yule in Portland (Oregon). Sie verstarb im Oktober 2016.  Levine ist seit vielen Jahren im Science-Fiction-Fandom aktiv. So war er frühes Mitglied der MilwApa (der amateur press association von Milwaukee), gab zusammen mit seiner Frau die Fanzine, Bento heraus, und stand einer Potlatch-Convention vor. Trotz seines langjährigen Interesses am Lesen und Schreiben von Science Fiction schrieb er zunächst technische Artikel. Im Jahr 2000 nahm er am Clarion West Writers’ Workshop teil. Ein Jahr später verkaufte er zum ersten Mal eine Kurzgeschichte (Wind from a Dying Star). Er schreibt vorwiegend Kurzgeschichten und Erzählungen.
2012 verbrachte Levine zwei Wochen in einem simulierten Mars-Habitat der Mars Society in Utah. 2017 war er Gast bei Writers with Drinks.

## Werke (Auswahl)
Romane
- Arabella of Mars (Tor Books, 2016), ISBN 978-0-7653-8281-8, ausgezeichnet mit dem Andre Norton Award für den herausragendsten Science-Fiction-Roman für Jugendliche 2017
- Arabella and the Battle of Venus (Tor Books, 2017) ISBN 978-0-7653-8282-5
- Arabella the Traitor of Mars (Tor Books, 2018) ISBN 978-0-7653-8283-2

Sammlungen
- Space Magic (Wheatland Press), ausgezeichnet mit dem Endeavour Award 2009 for best science fiction book in the Pacific Northwest
- Telling Tales: The Clarion West 30th Anniversary Anthology (2013; mit Ellen Datlow)

Kurzgeschichten und Erzählungen
Levine hat über 50 Kurzgeschichten verfasst.
- Nucleon, ausgezeichnet mit dem James White Award 2002
- Ukaliq and the Great Hunt, in The Phobos Science Fiction Anthology Band 2 (2003).
- Tk’tk’tk. In: Asimov’s Science Fiction. 2005.[10]
- eine Geschichte in der erweiterten Neuauflage (2010) der Wild Cards, Ausgabe Eins.[11]
- Teaching the Pig to Sing. In: Analog. 130/5, Mai 2010.
- Pupa. In: Analog. 130/9, September 2010.
- Wavefronts of history and memory. In: Analog. 133/6, Juni 2013.
- The Wreck of the Mars Adventure. In: Old Mars. 2013.[12][13]
- Damage. 2015 auf tor.com

Essays
- How the Future Predicts Science Fiction. In: Internet Review of Science Fiction. VII (2). Februar 2010.[5]